# Герман Оліхер
Германн Оліхер (нім. Hermann Ohlicher, нар. 2 листопада 1949) — німецький футболіст, що грав на позиції півзахисника, зокрема, за «Штутгарт», у складі якого — чемпіон ФРН.

## Ігрова кар'єра
Починав грати за «Равенсбург» в одній з регіональних ліг.
1973 перейшов до команди найвищого німецького дивізіону «Штутгарт», кольори якої і захищав протягом решти своєї кар'єри гравця, що тривала тринадцять років. Більшість часу, проведеного у складі «Штутгарта», був основним гравцем команди. У сезоні 1983/84 допоміг штутгартцям вибороти титул чемпіонів Німеччини.

## Титули і досягнення
- Чемпіон ФРН (1):

«Штутгарт»: 1983-1984